# Oncholaimus
Oncholaimus är ett släkte av rundmaskar. Oncholaimus ingår i familjen Oncholaimidae.

## Dottertaxa tillOncholaimus, i alfabetisk ordning[1][2]
- Oncholaimus acuticauda
- Oncholaimus aegypticus
- Oncholaimus apostematus
- Oncholaimus appendiculatus
- Oncholaimus aquaedulcis
- Oncholaimus attenuatus
- Oncholaimus bajulus
- Oncholaimus brachycercus
- Oncholaimus brachycerus
- Oncholaimus brevicaudatus
- Oncholaimus brevicaudiculatus
- Oncholaimus brevisetosus
- Oncholaimus campbelli
- Oncholaimus campylocercoides
- Oncholaimus chiltoni
- Oncholaimus cobbi
- Oncholaimus conicauda
- Oncholaimus curvicauda
- Oncholaimus domesticus
- Oncholaimus dujardinii
- Oncholaimus dujardinioides
- Oncholaimus martini
- Oncholaimus microdon
- Oncholaimus nigrocephalatus
- Oncholaimus notolangrunensis
- Oncholaimus notoxyuris
- Oncholaimus opisthonchus
- Oncholaimus oxyuris
- Oncholaimus parachiltoni
- Oncholaimus paraegypticus
- Oncholaimus paralangrunensis
- Oncholaimus paredron
- Oncholaimus priapulus
- Oncholaimus scanicus
- Oncholaimus serratus
- Oncholaimus skawensis
- Oncholaimus spissus
- Oncholaimus steinboecki
- Oncholaimus steineri
- Oncholaimus thysanouraios
- Oncholaimus tobagoensis
- Oncholaimus ushakovi
- Oncholaimus vesicarius
- Oncholaimus viridis